# Депортация крымских татар
Депорта́ция кры́мских тата́р (крымскотат. Qırımtatar halqınıñ sürgünligi, Къырымтатар халкъынынъ сюргюнлиги, قریمتاتار خالقینڭ سورگونلگی) — насильственное выселение крымских татар из Крыма в Узбекистан и соседние районы Казахстана и Таджикистана; небольшие группы были также отправлены в Марийскую АССР и ряд других регионов РСФСР. Депортация была проведена Народным комиссариатом внутренних дел СССР 18—20 мая 1944 года по решению Государственного комитета обороны за подписью его председателя И. В. Сталина, а закончена 4 июня 1944 года.
Официально депортация обосновывалась фактами участия крымских татар в коллаборационистских формированиях, выступавших на стороне нацистской Германии во время Великой Отечественной войны, и сотрудничества с оккупационными властями, хотя международное право не предусматривало коллективной ответственности народа за действия, совершаемые отдельными лицами.
Президиум Верховного Совета СССР в своём Указе № 493 от 5 сентября 1967 года «О гражданах татарской национальности, проживавших в Крыму» признал, что «после освобождения в 1944 году Крыма от нацистской оккупации факты активного сотрудничества с немецкими захватчиками определённой части проживающих в Крыму татар были необоснованно отнесены ко всему татарскому населению Крыма».
В ноябре 1989 года Верховный Совет СССР признал депортацию крымских татар незаконной и преступной.
21 апреля 2014 года, после российской аннексии Крыма, президент России Владимир Путин подписал указ о реабилитации крымскотатарского и других народов, пострадавших от сталинских репрессий в Крыму.
Верховная рада Украины в 2015 году признала депортацию геноцидом крымскотатарского народа и установила День памяти жертв геноцида крымскотатарского народа — 18 мая.

## Предыстория
| Год  | Количество | Доля (%) |
| ---- | ---------- | -------- |
| 1785 | 92 000     | 98,0     |
| 1897 | 186 212    | 34,1     |
| 1939 | 218 879    | 19,4     |
| 1959 | —          | —        |
| 1979 | 5 422      | 0,3      |
| 1989 | 38 365     | 1,6      |

Политическая карта Причерноморья в начале XVII века

Крымские татары являются коренным населением Крымского полуострова. На протяжении 1441—1783 годов на его территории существовало Крымское ханство, образовавшееся в результате распада Золотой орды. Жители ханства, которые были преимущественно тюркоязычными, в XIV веке приняли ислам. На протяжении XV—XVII веков Крымское ханство участвовало в войнах Речи Посполитой и Русского царства в качестве ситуативного союзника обеих сторон. Основной деятельностью крымских ханов стали набеги и походы на литовско-польские и украинско-русские земли для их грабежа, сбора дани и захвата пленников для продажи в рабство или получения выкупа.
После турецкого завоевания 1475 года приморские города и горная часть Крыма вошли в состав Османской империи.
В XVIII веке Российская империя начала экспансию на юг с целью выхода к «южным морям», вылившуюся в серию русско-турецких войн с походами против Крымского ханства, целью которых было получить контроль над Крымом.
Русско-турецкая война 1768—1774 гг. закончилась подписанием Кючук-Кайнарджийского договора, в котором Россия подтверждала независимость Крымского ханства в его тогдашних границах, включающих Крым и причерноморские территории от Буджака и Едисана на западе до Тамани и Кубани на востоке и вывод российских войск с территории ханства. Однако в 1783 году в результате военной кампании Потёмкина по «усмирению Крыма» 1782—1783 годов Крымское ханство было аннексировано Российской империей, и на его территории в 1784 году была образована Таврическая область.
Сразу же после аннексии Крымского ханства российскими властями была предпринята попытка выселения на Урал ногайских татар, живших на Кубани. Выселение проводили войска под руководством Суворова, эта попытка привела к восстанию кубанских ногайцев, которое было жестоко подавлено, селения ногаев сожжены, были убиты более 7000 ногаев.
Крымские татары, настроенные против российского правления и испытывавшие давление российской администрации, начали массово покидать Крым. С 1784 по 1790 год из общей численности населения, составлявшей около миллиона человек, примерно 300 тысяч крымских татар перебрались в Османскую империю. Не желавших переселяться в Турцию и Румынию крымских татар царская администрация ссылала в другие регионы Российской империи, однако массовому выселению коренного населения и замене его на колонистов препятствовала трудность заселения Крыма русскими крестьянами, хотя попытки такие предпринимались неоднократно и на государственном уровне, и в порядке «частной инициативы» русских помещиков, которым были отданы эти земли вместе с населявшими их крымскими татарами, в связи с чем царское правительство ограничивалось точечными акциями, в конечном итоге Министерство государственных имуществ пришло к следующим выводам: «Все доныне предпринимаемые попытки русскими помещиками к водворению русских крестьян в Крыму были неуспешны и недействительны, а потому неосторожно и невыгодно было бы вывести татар из Крыма без убеждения в возможности заселить оставляемые ими земли русскими» (среди известных депортированных царским правительством в середине XIX века был Леонтий Муратов, отец Игоря Муратова, вступивший позже в партию эсэров и приговоренный к смертной казни за покушение на полтавского генерал-губернатора).

Карта административного деления Таврической губернии в начале XX века

Крымская война спровоцировала ещё одну волну массовой эмиграции крымских татар. В 1855—1866 годах по меньшей мере 500 тысяч мусульман покинули Российскую империю и эмигрировали в Османскую империю. Из этого числа по крайней мере одна треть была из Крыма, в то время как остальные эмигранты были с Кавказа. Эти эмигранты составили 15-23 % от общего населения Крыма. Российская империя использовала массовую эмиграцию в качестве идеологического обоснования дальнейшей русификации «Новороссии». В течение двух столетий крымские татары стали меньшинством в Крыму; в 1783 году они составляли 98 % населения, но к 1897 году их доля уменьшилась до 34,1 %. По мере того, как крымские татары покидали родные места, российское правительство поощряло русификацию полуострова, заселяя его русскими, украинцами и другими славянскими этническими группами; эта политика продолжилась и в советское время.
В конце XIX и начале XX века Крым находился в составе Таврической губернии:
| №     | Уезд                               | Уездный город             | Площадь, вёрст² | Население (1897), чел. | % татар |
| ----- | ---------------------------------- | ------------------------- | --------------- | ---------------------- | ------- |
| 3     | Евпаторийский                      | Евпатория (17 913 чел.)   | 5 040,2         | 63 211                 | 42,7 %  |
| 5     | Перекопский                        | Перекоп (5 279 чел.)      | 5 111,9         | 51 393                 | 23,9 %  |
| 6     | Симферопольский                    | Симферополь (49 078 чел.) | 4 153,9         | 141 717                | 44,4 %  |
| 7     | Феодосийский                       | Феодосия (24 096 чел.)    | 6 060,3         | 115 858                | 38,3 %  |
| 8     | Ялтинский                          | Ялта (13 155 чел.)        | 1 465,0         | 73 260                 | 59,0 %  |
| 9     | Керчь-Еникалийское градоначальство | Керчь (33 347 чел.)       | 143,9           | 43 698                 | 5,9 %   |
| 10    | Севастопольское градоначальство    | Севастополь (53 595 чел.) | 266,4           | 57 455                 | 3,3 %   |
| Итого |                                    |                           | 22 241,6        | 546 592                | 34,1 %  |

Всего в губернии татарский язык назвали родным 196 854 чел. от общего населения 1 443 566 чел., или 13,6 %.
Последняя эмиграция крымских татар состоялась в 1902—1903 гг., выехало около 13 тыс. чел.
В годы Первой мировой войны царское правительство стало выселять и интернировать крымских татар как «турецких подданных» (Россия в 1914 году объявила Турции войну): «Под эту категорию подошли безобидные местные татары, давно живущие в Крыму и считавшие себя турками только по вере», — так охарактеризовал это генерал Александр Спиридович, которому было поручено разобраться с местным населением. Те, в свою очередь, пользуясь коррумпированностью властей, стали массово покупать себе удостоверения о принадлежности их к греческому подданству, чтобы избежать депортации. «Начался настоящий хаос», — описывает эту ситуацию генерал.
К 1917 году доля крымских татар сократилась до 28,7 %.
После Октябрьской революции 1917 года Крым 18 октября 1921 года получил автономный статус в составе СССР. По одной из оценок, три четверти жертв голода составляли крымские татары; их положение ещё более ухудшилось в годы правления Сталина. В период так называемого «раскулачивания» выселения крымских татар советской властью продолжались, якобы по «классовому признаку», под видом «раскулаченных» и «классово чуждых элементов». Крымские татары стали брать себе русские фамилии, крымскотатарские женщины стали выходить замуж за русских, чтобы избежать выдворения, идти на различные ухищрения, несмотря на это их продолжали третировать. Проводились массовые «операции» ЧК—ГПУ—НКВД, которые под видом «раскрытия» мнимых заговоров по «отторжению Крыма к Турции» расстреливали всех представителей крымских татар, кто когда-либо пытался отстаивать интересы своей общины.

## Причины депортации

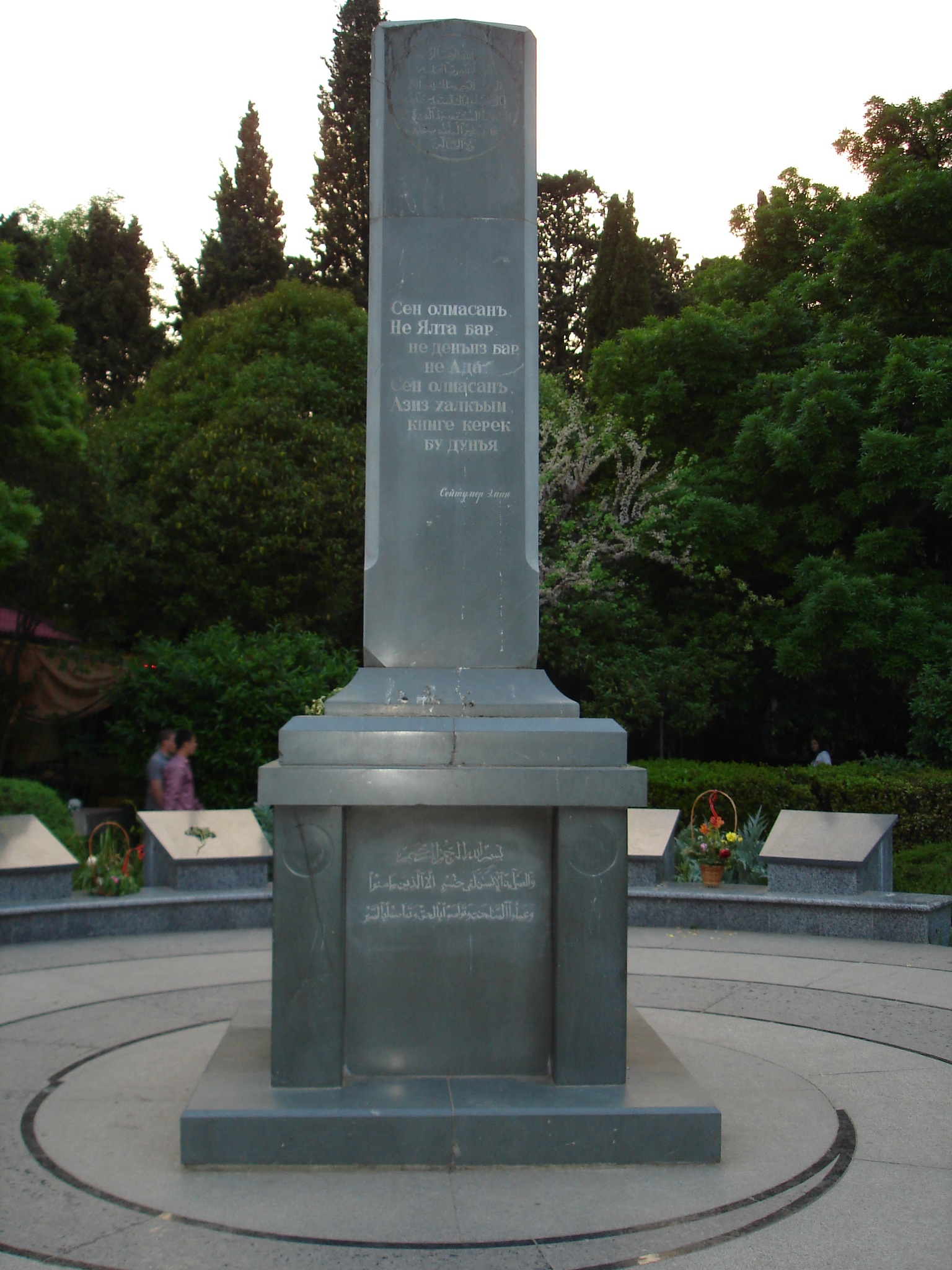
Памятник жертвам депортации крымских татар в Ялте

### Коллаборационизм
11 мая 1944 года, вскоре после полного освобождения Крыма от нацистской оккупации, Сталин подписал Постановление Государственного комитета обороны № ГОКО-5859 от 11 мая 1944 о выселении всех крымских татар с территории Крыма. Обоснование депортации было подготовлено в докладной записке Лаврентия Берии: в частности, в ней утверждалось, что «значительная часть татарского населения Крыма активно сотрудничала с немецко-фашистскими оккупантами и вела борьбу против Советской власти. Из частей Красной Армии в 1941 году дезертировало свыше 20 тысяч татар, которые изменили Родине, перешли на службу к немцам и с оружием в руках боролись против Красной Армии». Заявлялось, что татарское население Крыма поддерживало деятельность созданных при содействии оккупационных властей «татарских национальных комитетов», которые содействовали оккупантам в организации татарских воинских формирований, карательных и полицейских отрядов для действия против частей Красной Армии и советских партизан, участвовали в организации угона в Германию свыше 50 тысяч советских граждан. По данным НКВД, в результате оперативных мероприятий после освобождения Крыма было арестовано свыше 5 тыс. «изменников Родины, пособников немецко-фашистских оккупантов и другого антисоветского элемента», у населения изъято более 6 тыс. единиц стрелкового оружия и миномётов. «Учитывая предательские действия крымских татар против советского народа и исходя из нежелательности дальнейшего проживания крымских татар на пограничной окраине Советского Союза», в докладной записке предлагалось выселить всех татар с территории Крыма.
Возглавить операцию по депортации было поручено заместителям народных комиссаров госбезопасности и внутренних дел Богдану Кобулову и Ивану Серову.
Согласно данным кандидата исторических наук и обозревателя Крым.Реалии Сергея Громенко, в сотрудничество с немцами было вовлечено около 3500 человек из числа крымских татар. Крымскотатарские коллаборационисты были эвакуированы вместе с немецкими войсками в Германию, где из них был создан Татарский горно-егерский полк СС. Независимо от того, сколько именно представителей крымских татар участвовали в вооружённых формированиях, созданных оккупационными властями, это не давало основания для применения высылки как наказания ко всему крымскотатарскому народу.
Историк Андрей Мальгин указывает, что при подсчёте численности коллаборационистов нужно учитывать не только части СС, но и роты СД, «отряды самообороны», а также резервистов. С учётом всех этих категорий общая численность коллаборационистов довольно близка в заявленной официальной Правительством СССР и составляла к февралю 1942 года число около 19 тыс. человек: части 11-й армии и роты СД (около 10 тыс. человек), участники отрядов самообороны (около 4 тыс. человек) и около 5000 резервистов.
Тем не менее, крымские татары, воевавшие в частях Красной Армии и в партизанских отрядах, также были подвергнуты административной высылке. Известны исключения, когда офицеры из числа крымских татар, не высланы в места депортации как спецпереселенцы, такие, как лётчики Герой Советского Союза Амет Хан Султан и Эмир Усеин Чалбаш, но им было запрещено жить в Крыму.
В своих воспоминаниях Анастас Микоян так охарактеризовал принятое Сталиным решение о тотальной депортации народов:

Удручающее впечатление на меня произвело то, что Сталин добился выселения целых народов <…> уже после того, как немцы были изгнаны с территорий, где проживали эти народы.
Я возражал против этого. Но Сталин объяснял это тем, что эти народы были нелояльными к Советской власти, сочувствовали немецким фашистам. Я не понимал, как можно было обвинять целые народы чуть ли не в измене, ведь там же есть партийные организации, коммунисты, масса крестьян, советская интеллигенция! Наконец, было много мобилизовано в армию, воевали на фронте, многие представители этих народов получили звания Героев Советского Союза!
Но Сталин был упрям. И он настоял на выселении всех до единого с обжитых этими народами мест…
Нельзя обвинять всю нацию в измене, хотя, может быть, и были, как и среди русских или украинцев, армян и других, какие-либо реакционные элементы, затем перешедшие в услужение к немцам. Но это были единицы, их можно было установить, разыскать, расследовать их дела.

В течение суток-двое загружались вагоны и отправлялись в другие места. Была такая высокая организованность в этом деле, которую, конечно, нужно было бы применять в другом деле, а не в таком позорном.— Анастас Микоян, советский государственный и партийный деятель

### Неблагонадёжность
В числе возможных причин депортации называется, среди прочего, «недоверие национальным меньшинствам, населявшим приграничные районы СССР с Турцией (в частности Крым), Ираном и т. д. Проживавшие в приграничных районах Азербайджана, Армении и Грузии народы попали в разряд „неблагонадёжных“, так как многие из них имели родственников за границей».
Представления о «неблагонадёжных» народах восходят к работам специалистов по военной статистике конца XIX века В. А. Золотарёва, А. Макшеева и Н. Н. Обручева. Согласно их представлениям, благонадёжным считалось славянское население страны, а неблагонадёжным — народы окраин России. Иностранное гражданство, национальная или религиозная близость к стране, с которой Россия находилась в состоянии войны также считались признаками неблагонадёжности. Ещё одним критерием считались возможные помехи на пути колонизации Россией новых земель.

### Политика Турции
На протяжении всей Великой Отечественной войны в советско-турецких отношениях сохранялась напряжённость. Это было связано с непредсказуемостью политики Турции, которая характеризовалась как «враждебный нейтралитет». 18 июня 1941 года Турцией был подписан договор с Германией «О дружбе и ненападении», а в октябре 1941 года — ещё один той же направленности. Эти договоры по сути перечёркивали советско-турецкий договор «О дружбе и нейтралитете» от 17 декабря 1925 года и свидетельствовали о враждебном отношении руководства Турции к СССР.
Существует мнение, что выселение крымских татар имело целью устранение потенциальной «пятой колонны» в Крыму на случай вступления в войну Турции, сохранявшей исторические связи с крымскими татарами. В пользу этого предположения свидетельствует тот факт, что с Северного Кавказа и из Закавказья в тот же период были депортированы другие мусульманские народы: чеченцы, ингуши, карачаевцы, балкарцы, месхетинские турки. Советской разведке было известно о контактах между Третьим рейхом и Турцией, которую германское руководство пыталось втянуть в войну против СССР. Таким образом, основным мотивом депортации могло быть не официально объявленное наказание крымских татар за военные преступления и сотрудничество с оккупантами, а удаление потенциально враждебного народа из возможной зоны боевых действий.
По мысли А. М. Бугаева, Сталина настораживали не столько возможности основной массы крымских татар и мусульманских народов Северного и Южного Кавказа, сколько их возможная консолидация против агрессивных планов и действий Кремля в отношении Турции.

### Еврейская автономия
Некоторыми исследователями высказывается позиция о политике создания еврейской автономии в Крыму, которая на практике также реализовывалась: с 1920-х годов начинается массовое переселение евреев в Крым, тогда же появляются мысли о создании еврейской автономии на территории Крыма. Так, созданный в 1924 году Комитет по земельному устройству еврейских трудящихся во главе с Петром Смидовичем принимает решение: «в качестве районов поселения еврейских трудящихся наметить в первую очередь свободные площади, находящиеся в районе существующих еврейских колоний на юге Украины, а также Северный Крым». Политика была довольно успешной; так, перепись 1939 года показала четырёхкратное увеличение количества евреев в Крыму по сравнению с 1926 годом (с 16 593 до 65 452 человек соответственно).

### Версия о перекладывании вины за неудачи партизан
Часть историков и исследователей, в частности кандидат наук и украинский историк Г. Т. Бекирова, С. М. Червонная считают, что причиной фальсификаций данных о крымскотатарских коллаборационистах и последующей депортации с намеренным искажением действительной картины событий являлась попытка советского руководства переложить ответственность за неудачи и явные просчёты партизанского руководства на крымских татар. В подтверждение этому, например, среди прочего, приводится решение бюро Крымского обкома ВКП(б) «Об ошибках, допущенных в оценке поведения крымских татар по отношению к партизанам, о мерах по ликвидации этих ошибок и усилению политической работы среди татарского населения», принятого ещё 18 ноября 1942 года, но, по понятным причинам, оставшегося неизвестным широкой общественности.

### Версия о политике НКВД
Исследователь Д. М. Эдиев предлагает свою версию причин. Во-первых, в военно-политическом руководстве укрепились представления о неблагонадёжности по национальному признаку. Во-вторых, был накоплен опыт этнических чисток в ходе проведения превентивных мер по укреплению приграничных и прифронтовых районов. В ходе первых депортаций был создан и укреплён прецедент в сознании людей и политическом инструментарии советской власти. Была создана государственная машина депортаций и обкатан сценарий её работы. Во время депортации немцев в августе 1941 года в структуре НКВД был создан отдел спецпоселений.
Прежде проведение депортаций инициировалась военными, а НКВД выступал в роли исполнителя этих акций. В депортациях же 1943—1944 годов НКВД выступал в роли инициатора, исполнителя и обвинителя, фабрикуя доказательства вины репрессированных народов.

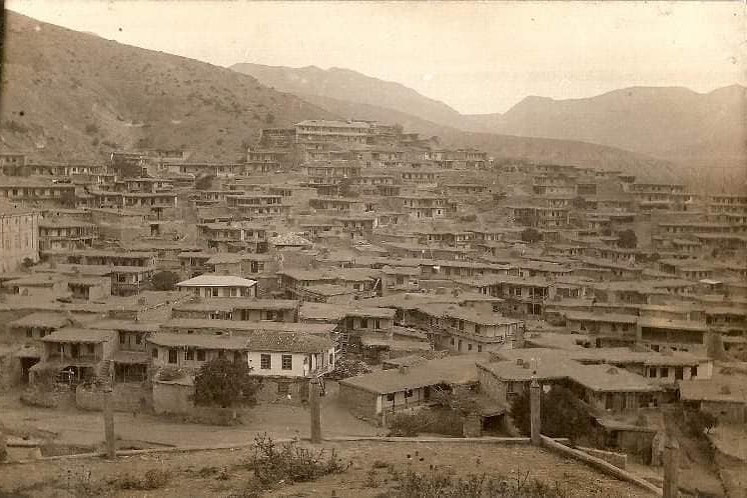
Посёлок Ускут после депортации крымских татар, 1945 год

Во второй половине войны за счёт побед на фронтах поднялся авторитет армии. Это не устраивало руководство НКВД и самого И. В. Сталина, что видно по последовательным перемещениям Г. К. Жукова. В этих условиях было решено использовать механизм депортаций для поднятия рейтинга НКВД. По итогам депортаций руководство и сотрудники НКВД были награждены боевыми, в том числе полководческими орденами. Л. П. Берия, Б. З. Кобулов, С. Н. Круглов, И. А. Серов были награждены орденами Суворова I степени, которым, согласно статута ордена, награждаются командующие фронтами и армиями, их заместители, начальники штабов, оперативных управлений и оперативных отделов, начальники родов войск фронтов и армий «за отлично организованную и проведённую фронтовую или армейскую операцию с разгромом противника меньшими силами». А. Н. Аполлонов, В. Н. Меркулов и И. И. Пияшев были награждены орденом Кутузова I степени, которым должны были награждаться «командиры Красной Армии за хорошо разработанный и проведённый план операции фронтового, армейского масштаба или отдельного соединения в результате чего противнику было нанесено тяжёлое поражение, а наши войска сохранили свою боеспособность». Нижестоящие организаторы депортаций получили ордена более низкого ранга: орден Суворова II степени — 13 человек, орден Кутузова II степени — 17 человек и т. д.
Депортации начинались как акции зачистки от «чужих» инонациональностей (западных и восточных), а закончились преследованием «своих» национальных меньшинств в интересах отдельных людей и ведомств.

## Депортация

Крымские татары по прибытии в места депортации

Операция по депортации началась рано утром 18 мая и закончилась в 16:00 20 мая 1944 года. Для её проведения задействованы войска НКВД — более 32 тысяч человек. Депортируемым отводилось от нескольких минут до получаса на сборы, после чего их на грузовиках транспортировали к железнодорожным станциям. Оттуда эшелоны под конвоем отправлялись к местам ссылки. По воспоминаниям очевидцев, тех, кто сопротивлялся или не мог идти, иногда расстреливали на месте. Существенных вооруженных столкновений с войсками НКВД источники не фиксируют.
Согласно Постановлению ГКО № 5859-сс, крымским татарам разрешалось взять с собой «личные вещи, одежду, бытовой инвентарь, посуду и продовольствие» в размере 1/2 тонны на семью. На перевозку столь большого количества личных вещей и продуктов выделено 250 грузовиков. Если семья имела продуктов больше, чем на 1/2 тонны, то имелась возможность сдать по описи «зерно, овощи и другие виды сельхозпродукции», а также личный скот. Принимали это имущество работники Наркоммясомолпрома, Наркомзага, Наркомзема и Наркомсовхоза СССР по «обменным квитанциям», где оно оценивалось в денежном выражении по госрасценкам, затем по месту прибытия перемещённым семьям выдавалось такое же имущество или по таким же госрасценкам на данную сумму денег можно было получить «муки, крупы и овощей». Выдача «обменных квитанций» представляла собой стандартную процедуру, применявшуюся в СССР при перемещении лиц в годы Отечественной войны для сокращения логистических издержек, эти документы подлежали строгому государственному учёту.

Узбекистан, основной пункт назначения депортированных

Перемещение депортированных лиц по-разному освещается крымскотатарскими и российскими[какими?] источниками. Крымскотатарские источники, ссылаясь на свидетелей из числа крымских татар, указывают на ограничения в еде, воде и медицинском обслуживании, что привело, по их мнению, к значительной смертности в пути. Российские источники[какие?] обычно ссылаются на п. 3-г и Приложения 1 Постановления № 5859-сс, которые указывают, что условия содержания в пути были следующими: в пути переселенцы должны были быть обеспечены горячим питанием и кипятком, для этого Наркомторг СССР выделил продукты исходя из суточной нормы на человека: хлеба — 500 граммов, мясо-рыба — 70 граммов, крупы 60 г, масла — 10 граммов. Наркомздрав СССР должен был выделить на каждый эшелон со спецпереселенцами одного врача и две медсестры с запасом медикаментов. Сама перевозка осуществлялась в вагонах-теплушках, то есть товарных вагонах, переоборудованных, по их мнению, для перевозки людей за счет установки «печки-буржуйки», установки нар и частичного утепления.
Крымские татары дают следующие свидетельские показания об условиях в пути:
Утром вместо приветствия отборный мат и вопрос: трупы есть? Люди за умерших цепляются, плачут, не отдают. Солдаты тела взрослых вышвыривают в двери, детей — в окно…
Медицинского обслуживания не было. Умерших выносили из вагона и оставляли на станции, не давая хоронить.
О медицинском обслуживании и речи не могло быть. Люди пили воду из водоёмов и оттуда запасались впрок. Воду кипятить возможности не было. Люди начали болеть дизентерией, брюшным тифом, малярией, чесоткой, вши одолевали всех. Было жарко, постоянно мучила жажда. Умерших оставляли на разъездах, никто их не хоронил.
Через несколько дней пути из нашего вагона вынесли умерших: старушку и маленького мальчика. Поезд останавливался на маленьких полустанках, чтобы оставить умерших. … Хоронить не давали.

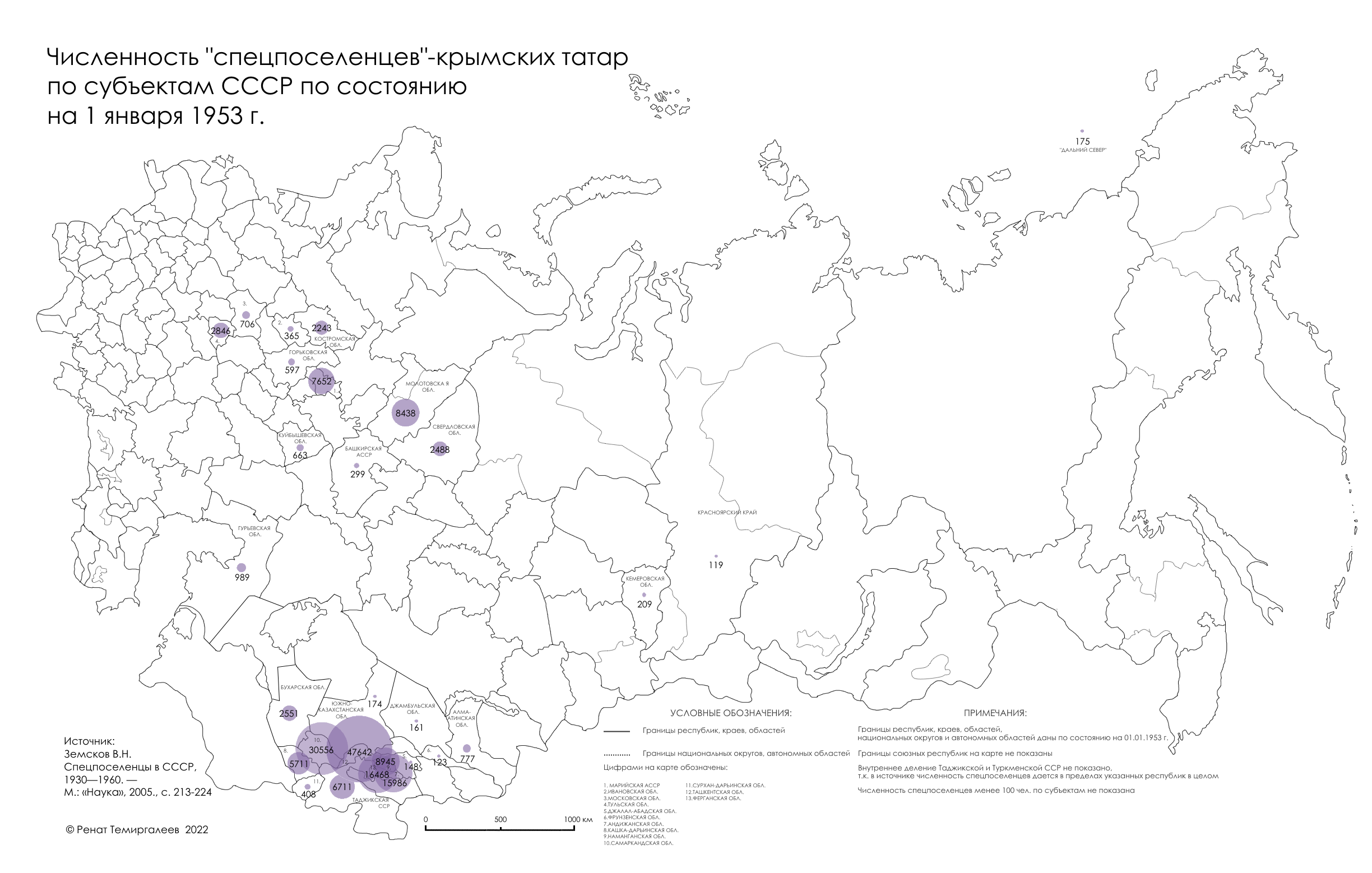
Численность «спецпоселенцев»-крымских татар по субъектам СССР на 1 января 1953 года

В телеграмме НКВД на имя Сталина было указано, что выселению подверглось 183 155 человек. По официальным данным, сообщенным Берии из Ташкента, в дороге погиб 191 человек. По данным современных исследователей[каких?], только за время транспортировки от голода и болезней в поездах погибло не менее 8 тысяч крымских татар. Крымскотатарские источники обычно указывают, что смертность связана с ограничением доступа к воде, еде и медицине. Российские источники[какие?] обычно ссылаются на то, что данная смертность сопоставима с естественной на такое количество перевозимых лиц с учётом времени в пути, и, поскольку в эшелонах были в том числе люди преклонного возраста, большая умерших часть могла скончаться от старости, а не от плохих условий.
По данным Отдела спецпоселений НКВД, в ноябре 1944 года в местах выселения находились 193 865 крымских татар, из них в Узбекистане — 151 136, в Марийской АССР — 8597, в Казахской ССР — 4286, остальные были распределены «для использования на работах» в Молотовской (10 555), Кемеровской (6743), Горьковской (5095), Свердловской (3 594), Ивановской (2 800), Ярославской (1059) областях РСФСР.
В Узбекистане многие переселенцы определены на работу на строительство Фархадской ГЭС в городе Бекабаде, на рудники «Койташ» в Самаркандской области и «Ташкент-Сталинуголь», в колхозы и совхозы Ташкентской, Андижанской, Самаркандской области, Шахризябского, Китабского районов Кашкадарьинской области. В большинстве своем размещены они были в неприспособленных для жилья бараках, а на руднике «Койташ» вообще оказались под открытым небом.

## Последствия

### Массовая гибель крымских татар во время голода 1946—1947 годов в СССР
Бедственное положение крымскотатарских спецпереселенцев уже 8 июля 1944 года было вынесено на обсуждение бюро ЦК КП Узбекистана. В постановлении СНК Узбекистана и ЦК КП Узбекистана обкомам партии было поручено принять срочные меры по трудоустройству и «улучшению быта» спецпереселенцев. Наркомздраву надлежало принять меры «по улучшению медобслуживания в местах вспышек эпидемий (совхоз Нарпай, рудник „Ташкент-Сталинуголь“ и др.)».
Тем не менее быт депортированных был тяжёлым, условия труда — дискриминационными (выбор места работы был исключён, затруднён доступ к руководящим должностям и умственному труду), смертность — высокой.
Однако самое тяжёлое испытание для крымскотатарского народа произошло во время масштабного голода в СССР 1946—1947 годов, во время которого погибло, по оценке М. Эллмана, около 1,5 миллиона человек, из которых до 16 тысяч крымских татар. Хотя в общем числе граждан СССР погибших от голода крымских татар было невелико, но для небольшого народа это были колоссальные потери. Оценки числа погибших в этот период сильно разнятся: от 15-25 %, по оценкам различных советских официальных органов, до 46 %, по оценкам активистов крымскотатарского движения, собиравших в 1960-е годы сведения о погибших. В «Обращении крымскотатарского народа», называется цифра погибших татар — 46 % от всего населения. Эти данные, безусловно преувеличенные. Из уголовного дела, возбужденного в 1968 г. прокуратурой Уз. ССР против участников движения крымскотатарского народа Э. Маметова, Ю. Османова известно, что прокурор оспорил утверждение, содержащееся в одном из документов крымскотатарского движения о гибели во время депортации 46 % крымских татар. Суду обвинение представило два важных документа. Оба затем были опубликованы сначала Самиздатом, а затем, в 1974 году, в Нью-Йорке. Из этих документов следует, что количество умерших крымских татар в Узбекистане составило с июля 1944 г. по 1 января 1946 г. 17,7 % от числа прибывших туда. Так, по данным ОСП УзССР, только «за 6 месяцев 1944 года, то есть с момента прибытия в УзССР и до конца года, умерло 16 052 чел. (10,6 %)».
Разные оценки смертности крымских татар
| 20 %                          | 80 %                         |
| Погибли в первые годы высылки | Выжили в первые годы высылки |

| 27 %                          | 73 %                         |
| Погибли в первые годы высылки | Выжили в первые годы высылки |

| 46 %                          | 54 %                         |
| Погибли в первые годы высылки | Выжили в первые годы высылки |

### Восстановление прав крымских татар и их возвращение в Крым

Демонстрация крымских татар в Москве.
На плакате: «РОДИНА или СМЕРТЬ». 1987

В течение 12 лет, до 1956 года, крымские татары имели статус спецпереселенцев, подразумевавший различные ограничения в правах. Все спецпереселенцы были поставлены на учёт и были обязаны регистрироваться в комендатурах. Постановлением Совета Министров СССР от 21 ноября 1947 г. и Указом Президиума Верховного Совета от 26 ноября 1948 г. положение спецпереселенцев было ужесточено: переезд в другой район мог быть разрешён лишь при наличии «вызова» от близких родственников; за несанкционированный выход за пределы разрешённого места поселения угрожало наказание в виде пятидневного ареста, а повторное нарушение рассматривалось как побег с места ссылки и наказывалось 20 годами каторги. Указом от 13 июля 1954 года ответственность за самовольное покидание места ссылки была снижена до 1 года заключения. Формально за спецпереселенцами сохранялись гражданские права: они имели право участвовать в выборах, коммунисты влились в местные партийные организации. После смерти Сталина была организована комиссия под председательством А. И. Микояна по возвращению на родину, необоснованно выселенных народностей, по восстановлению их государственности; исключением стали крымские татары и немцы Поволжья. Микоян в своих мемуарах указывает главную причину, по которой крымские татары не были возращены в Крым и не была восстановлена их автономия:

Главная причина, почему не была восстановлена Крымско-Татарская автономная республика, заключалась в следующем: территория её была заселена другими народами, и при возвращении татар пришлось бы очень много людей снова переселять.— Анастас Микоян, советский государственный и партийный деятель
В 1967 году был принят указ Президиума Верховного Совета СССР «О гражданах татарской национальности, ранее проживавших в Крыму», который п.1 снял все санкции против крымских татар и даже дал осуждающую оценку предыдущих законодательных актов как «огульных обвинений … необоснованно отнесённых ко всему татарскому населению Крыма». Однако п.2 этого же Указа фактически идёт ссылка на существовавший в СССР паспортный режим, привязывающий крымских татар к месту прописки ко вновь возведённым домам на выданным им земельных участках преимущественно в Узбекской ССР. Напомним, что по Постановлению № 5859-сс Правительство СССР выдало крымским татарам в Узбекской ССР бесплатно земельные участки и предоставило строительные материалы для возведения новых домов, а также ссуду в 5000 рублей на такое строительство. Поэтому с точки зрения Правительства СССР крымские татары как получившие данное имущество должны были проживать в этих домах в Узбекской ССР, где и прописаны. Также в СССР существовали ограничения на смену места работы в другом регионе по трудовому законодательству, в том числе из-за места прописки. Поэтому крымские татары, несмотря на полноту прав как граждан СССР, фактически не могли вернуться в Крым, так как не могли получить жильё и работу в Крыму.
По мнению историка Эдварда Оллуорта, столь жёсткие меры — подобные ограничения не вводились по отношению ни к одному другому депортированному при Сталине народу — принимались потому, что советские власти желали сделать наказание крымских татар показательным примером для других национальностей.
28 ноября 1989 года ВС СССР своим Постановлением № 845-1 одобрил «Выводы и предложения комиссии по проблемам крымскотатарского народа». Этот документ предусматривал полную политическую реабилитацию крымскотатарского народа и отмену нормативных актов репрессивного и дискриминационного характера, а также признавал законным правом крымскотатарского народа возвращение в «места исторического проживания и восстановление национальной целостности», осуществление пересмотра дел, возбужденных за участие в крымскотатарском национальном движении. Так же восстановление Крымской АССР в составе Украинской ССР. Задачу возвращения в Крым предлагалось решать путём организованного, группового и индивидуального переезда. Комиссия Г. Янаева признавала необходимым предложить Совету Министров СССР пересмотреть постановление «Об ограничении прописки граждан в некоторых населенных пунктах Крымской области и Краснодарского края» от 24 декабря 1987 года и снять ограничения для крымских татар.
26 апреля 1991 года был принят закон РСФСР № 1107-1 «О реабилитации репрессированных народов», который признавал репрессии народов СССР актом геноцида. Статья 4 данного закона провозгласила, что агитация, препятствующая реабилитации репрессированных народов, не допускается, а лица, совершающие такие действия, должны привлекаться к ответственности.
Массовое возвращение крымских татар началось с постановления Совета Министров СССР от 11 июля 1990 года № 666. По нему крымские татары могли получить бесплатно земельные участки и строительные материалы в Крыму. При этом они могли также продать свои земельные участки и дома в Узбекистане. Порядка 150 000 крымских татар успели переехать в Крым ещё до распада СССР. Сложнее пришлось примерно 60 000 крымских татар, которые были вынуждены переехать в Крым с распадом СССР, так как в Узбекистане произошёл масштабный экономический кризис и ВВП на душу населения резко упал относительно других бывших советских республик, в том числе Украины. И. М. Прибыткова по своим исследованиям отмечает, что основными миграционными стимулами являлась бедность (65,6 %) и безработица (31,6 %) среди крымских татар в Узбекистане. При этом такие проблемы, как оторванность от своего народа, разделённость семей, невозможность общения с родственниками, назывались как основной стимул к миграции лишь 12,5 % крымских татар в Узбекистане. Экономический кризис и последующая массовая эмиграция из Узбекистана существенно обесценили земельные участки и дома крымских татар, так в ценах 1997 г. дома крымских татар в Узбекистане в среднем стоили около 5800 долларов США, а в Крыму желаемые к получению крымскими татарами стоило в 2,4 раза больше (следует, правда, учесть, что 64,8 % крымских татар хотели получить наиболее дорогие в Крыму объекты недвижимости в черте инфраструктуры населенных пунктов городского типа). Возвращение в Крым также объяснялось ростом националистических настроений в Узбекистане в конце 80-х — начале 90-х годов, направленных против русских, турок-месхетинцев и крымских татар.
1 октября 1990 в Крыму впервые после выселения крымскотатарского народа 18 мая 1944 года был образован единственный государственный орган крымских татар — «Комитет по восстановлению прав крымскотатарского народа и организованного возвращения на родину в Крым», в дальнейшем руководство Крымской области переименовало его в «Комитет по делам депортированных народов». Учитывая, что НДКТ подготовило концепцию организованного государственного возвращения, восстановления прав крымскотатарского народа, естественно формирование этого органа было поручено национальному движению во главе с Юрием Бекировичем Османовым.
Исследования Прибытковой указали также на то, что 52,1 % переселяющихся в Крым крымских татар не желают брать кредиты для покупки законным образом объектов недвижимости, что в конечном счете вылилось в самозахваты земельных участков принадлежащих другим физическим и юридическим лицам со стороны крымских татар. Это создало как многочисленные конфликты с новыми собственниками, у которых таким образом изымалось имущество, так и очень серьёзную юридическую проблему легализации данных действий. На Украине данный вопрос не решался. После аннексии Крыма крымским татарам по программе, разработанной главой российской администрации Сергеем Аксеновым, было предложено вернуть захваченные земельные участки, а взамен государство выделит земельные участки крымским татарам из своей собственности.
В 2014 году был издан Указ Президента Российской Федерации В. В. Путина об реабилитации народов в Крыму, попавших под депортации. Данный Указ содержал присвоение крымским татарам, оказавшимся в депортации, статуса реабилитированных, что по законодательству Российской Федерации означает разнообразные выплаты и льготы лицу в таком статусе. В 2016 году, согласно данным российских СМИ, в крымском бюджете на выплату помощи и компенсации льгот было предусмотрено 168 миллионов рублей. Следует правда учесть, что на льготы имеют право дети реабилитированных крымских татар только если были с родителями вместе в ссылке. Это вызывает довольно сложный юридический процесс доказательства данного факта. Вторая часть указа Президента РФ касается поддержки крымскотатарского языка, что реализуется через поддержку обучения ему в школах, а также финансирование крымскотатарских музеев, театров и памятных дней. Весной 2016 года в Крым поступили переведённые на крымскотатарский язык школьные учебники. Однако согласно данным Ассоциации крымскотатарских работников образования «Маариф», реальное количество классов с крымскотатарским языком обучения сократилось. По данным крымскотатарского общественного деятеля Эмине Авамилевой, с 2014 года всего 3 % школьников обучаются на крымскотатарском языке, причём в это число входят и изучающие его факультативно или в кружках.

### Изменения этнического состава населения Крыма в период депортаций

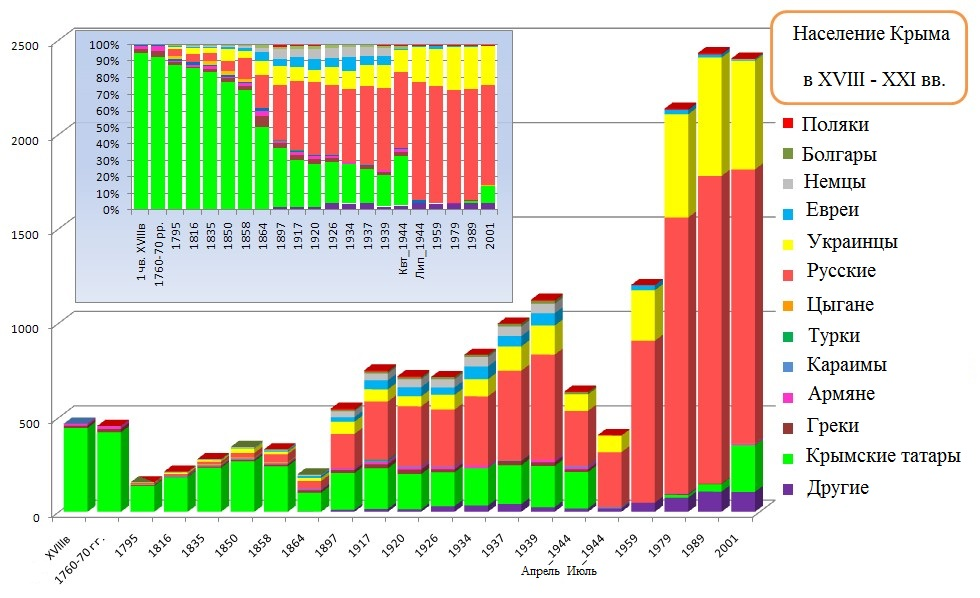
Изменение этнического состава населения Крыма

Крымские татары стали доминирующим населением Крыма с образованием Крымского ханства с XV века. Первая волна депопуляции Крыма была связана с завоеванием Крыма Россией: население Крыма к 1785 г. сократилось до 92 тысяч. Население полуострова начало сокращаться ещё до присоединения его к России: так, одним из эпизодов депопуляции было выселение христиан из Крыма Суворовым в 1778 г. — уже после Кучук-Кайнарджийского мира, но ещё до указа Екатерины II о аннексии Крыма, в ходе которого была выселена 31 тыс. человек, преимущественно греков и армян.
Следствием депортации крымских татар явилось полное их исчезновение из Крыма до начала возврата в 1990-х годах из-за запрета на их возвращение в Крым, действовавшего в СССР, в отличие от других неславянских народов Крыма (немцев, итальянцев, греков, армян, болгар), депортированных в 1941—1944 годах.
В результате депортации многие районы Крыма и в особенности южный берег и сельская местность остались практически без населения. Многие районы Крыма фактически опустели. Чтобы установить масштабы потери населения, летом 1944 года была проведена упрощённая перепись населения полуострова, которая показала, что в Крыму осталось проживать всего 379 000 человек, из которых 75 % русских, 21 % украинцев и 4 % — прочие национальности. При этом перепись 1939 года указывала, что жилой фонд и экономика полуострова рассчитана на 1,2 миллиона человек. Требовалось срочно восполнить потери населения.
Решением от 18 августа 1944 года в целях «быстрейшего освоения плодородных земель, садов и виноградников» ГКО признал необходимым переселить в Крым из различных областей РСФСР и Украинской ССР «добросовестных и трудолюбивых колхозников» — всего 51 000 человек. Земли бывших татарских, болгарских и других колхозов, откуда были «произведены спецпереселения в 1944 г., с имеющимися посевами и насаждениями» передавались вновь организуемым колхозам переселенцев из областей России и Украины и закреплялись за этими колхозами в «вечное пользование». Уже к 1 декабря 1944 г. в Крым прибыло 64 тыс. переселенцев. Переселение в Крым было добровольным и потенциально доступно для всех граждан СССР по заполнению специальной анкеты, которые затем утверждались Обкомами КПСС.
Следующая перепись 1959 года показывает, что население восстановилось до 1,2 миллиона человек, но в кардинально другом этническом составе, чем до войны: 71 % русских, 22 % украинцев, 2 % белорусов. По сравнению с довоенным временем больше всего увеличилась доля украинцев в Крыму — почти в 2 раза с 13 % до 22 %. Доля белорусов возросла более чем в 2 раза. Практически исчезли из Крыма немцы и крымские татары.
25 июня 1946 года Верховный Совет РСФСР принял Закон «Об упразднении Чечено-Ингушской АССР и преобразовании Крымской АССР в Крымскую область». Ему предшествовал Указ Президиума Верховного Совета СССР «О преобразовании Крымской АССР в Крымскую область в составе РСФСР» от 30 июня 1945 года, который практически решил судьбу крымской автономии за год до принятия Закона.
В 1944—1948 годах тысячи населённых пунктов (за исключением Бахчисарая, Джанкоя, Ишуни, Сак), гор и рек полуострова, названия которых имели крымскотатарское происхождение, были заменены на русские.

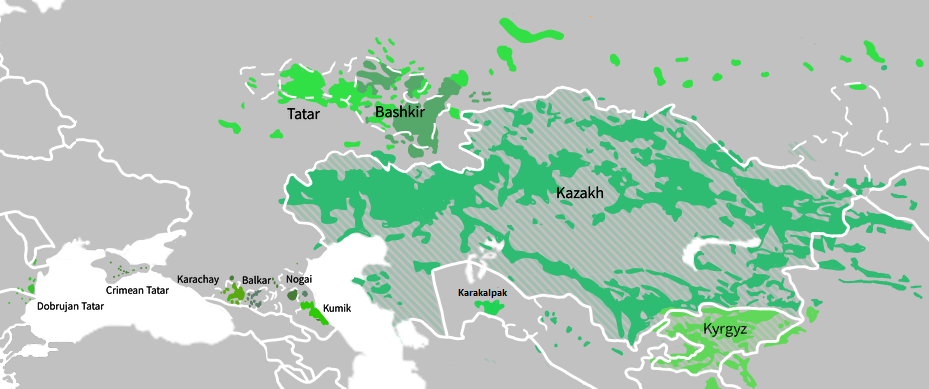
Распространение кыпчакских языков, указывающее текущие места проживания ближайших родственников крымских татар

В 1990-е годы крымские татары стали возвращаться в Крым. Поскольку их дома заняли другие люди, а местные власти не собирались решать вопрос предоставления жилья крымским татарам, это создало проблему самозахвата крымскими татарами земельных участков. По данным последних переписей, число крымских татар составляет около 15 % от населения Крыма. Также в Крыму сказалась последствие национальной политики СССР в отношении татар, где считалось, что выделение крымских татар из татар искусственное и является пережитком Османской Империи (отчасти это делалось для сокращения влияния Турции в Крыму). Поэтому в СССР предпринимались действия по организации национальной автономии всех татар на базе Татарстана и предлагалось крымским татарам переселиться туда при желании. При этом игнорировалось, что, хотя татарский и крымскотатарский языки весьма похожи, но тем не менее современные формы языков отличаются.
В проведённой после перехода Крыма под контроль России переписи 2 % населения Крыма назвали себя «татарами» (45 тыс. человек), 10,6 % — «крымскими татарами» (232 тыс. человек). Существенная часть экспертов склонна считать, что, вероятно, многие крымские татары при переписи указали себя как «татары».

## Признание репрессий
Указ Президиума Верховного Совета СССР № 493 от 5 сентября 1967 года «О гражданах татарской национальности, проживавших в Крыму» признал, что «после освобождения в 1944 году Крыма от нацистской оккупации факты активного сотрудничества с немецкими захватчиками определённой части проживающих в Крыму татар были необоснованно отнесены ко всему татарскому населению Крыма». 15 ноября 1989 года Верховным Советом СССР депортация крымских татар и других народов была осуждена и признана незаконной и преступной.
Некоторые активисты, политики, историки и учёные классифицируют депортацию крымских татар, как акт геноцида или культурного геноцида. Так, например, американский историк Норман Наймарк в своей книге «геноциды Сталина» пишет: «Чеченцы и ингуши, крымские татары и другие „наказанные народы“ периода войны действительно подлежали уничтожению, если не физическому, то как самоидентифицирующиеся национальности». Политолог Стивен Бланк описал это одновременно как депортацию и геноцид, многовековую российскую «технику самоколониального правления, направленную на уничтожение» меньшинств. Историк Тимоти Снайдер включил депортацию крымских татар в список, соответствующий «стандартам геноцида». Советский диссидент — генерал Пётр Григоренко считали депортацию геноцидом.
Признание геноцида началось в 2015 году, когда украинский парламент принял соответствующую резолюцию.
| Признание геноцидом | Признание геноцидом    | Признание геноцидом | Признание геноцидом  |
| Страна              | Орган, который признал | Документ            | Дата признания       |
| ------------------- | ---------------------- | ------------------- | -------------------- |
| Украина             | Верховная рада         | Постановление       | 12 ноября 2015 года  |
| Латвия              | Саэйма                 | Заявление           | 10 мая 2019 года     |
| Литва               | Сейм                   | Резолюция           | 6 июня 2019 года     |
| Канада              | Парламент              | Резолюция           | 10 июня 2019 года    |
| Польша              | Сейм                   | Резолюция           | 12 июля 2024 года    |
| Эстония             | Рийгикогу              | Заявление           | 16 октября 2024 года |
| Чехия               | Сенат                  | Заявление           | 18 декабря 2024 года |

### После аннексии Крыма
21 апреля 2014 года, после российской аннексии Крыма, президент России Владимир Путин подписал указ о реабилитации крымскотатарского и других народов, пострадавших от сталинских репрессий в Крыму.
Несмотря на это, по мнению ряда СМИ и международных организаций, после аннексии Крыма усилились репрессии против татарского населения. Например, Меджлис крымскотатарского народа был признан экстремистским объединением, и его деятельность в России была запрещена, что было расценено представителями Совета Европы как идущее вразрез с декларируемыми российским руководством решениями о реабилитации.
По мнению Васви Абдураимова реабилитация крымских татар должна быть на базе правовых документов Закон РФ № 1761-1 «О реабилитации жертв политических репрессий от 18.10.1991 г.» Закон РСФСР № 1107-1 «О реабилитации репрессированных народов» от 26 апреля 1991 г. Указ Президента РФ № 268 «О мерах по реабилитации армянского, болгарского, греческого, крымско-татарского и немецкого народов и государственной поддержке их возрождения и развития» от 21 апреля 2014 г. По словам Абдураимова, в Крыму заблокировано решение практически всех вопросов, касающихся крымскотатарской проблематики.
Верховная рада Украины в 2015 году признала депортацию геноцидом крымскотатарского народа и установила День памяти жертв геноцида крымскотатарского народа 18 мая.
В 2019 году Сейм Латвии подготовил заявление о признании геноцидом депортации крымских татар. 10 мая 2019 года Латвия признала депортацию крымских татар геноцидом, а 6 июня аналогично поступила и соседняя Литва. 10 июня 2019 года Парламент Канады принял резолюцию по признанию депортации крымских татар 1944 года (Сюргунлиги) геноцидом, организованым советским правительством Сталина, и назначил 18 мая днем памяти его жертв.

## Научные оценки
Историк Норман Наймарк полагает, что у Сталина были основания подозревать крымских татар в нелояльности и искренние опасения военно-политического характера в связи со стратегической уязвимостью Крымского полуострова. Он выступает за трактовку насилия против народов СССР как геноцидального по своей сущности. Историк отмечает, что лишь по причине противодействия СССР в конвенцию о геноциде не были включены преступления против социальных и политических групп, которые в представлении советского режима в любом случае были связаны с этничностью. По мнению Наймарка, хотя изначально у сталинского режима, возможно, не было намерений подавлять национальную идентичность крымских татар и других народов, в конечном счете итогом депортаций стало именно это: депортированные нации должны были исчезнуть в результате комбинации ассимиляции, отрыва от родины, истощения. Учёный пишет, что «согласно любому объективному пониманию международного права насилие Сталина против советского народа могло быть включено в конвенцию о геноциде» и что исследователи не могут исключать эти случаи из исследований о геноциде, основываясь на политически мотивированных положениях конвенции. Преподаватель Мичиганского университета, антрополог Грета Улинг считает, что и согласно нынешней редакции конвенции ООН депортацию крымских татар следует трактовать как геноцид. Ещё в 2000-х годах она отмечала, однако, что крымские власти привержены пониманию геноцида исключительно как полного уничтожения, отрицая тем самым причиненный крымским татарам ущерб. «Геноцидальным процессом» называет сталинские депортации целых народов профессор-эмерит Школы международных исследований Генри Мартина Джексона Вашингтонского университета историк Лайман Легтерс. По мнению ассистент-профессора Американского университета Ирака — Сулеймания историка Джонатана Отто Поля, депортация крымских татар явилась примером «социалистического расизма» и «этнической чистки»; наличие расистской или националистической мотивации депортации усматривает и адъюнкт-профессор Дартмутского колледжа, политолог Бенджамин Валентино Старший научный сотрудник Американского совета по внешней политике, политолог Стивен Бланк рассматривает депортацию крымских татар в общем контексте проводимой российскими властями с XVIII века по сегодняшний день политики «самоколонизации». Он квалифицирует депортацию крымских татар как геноцид; по его мнению, она явилась своеобразным приемом государственной власти, направленным на уничтожение существующей этнической идентичности и создание вместо неё новой, на реорганизацию общественных отношений ради нужд правящего режима. Существует и выдвинутая историком Аланом Фишером ещё в 1970-х годах версия, согласно которой причиной депортации являлись территориальные претензии, которые СССР намеревался выдвинуть Турции после Второй мировой войны, и соответствующее желание очистить причерноморский регион от неславянского населения.
Адъюнкт-профессор Университета Ватерлоо, историк Александр Статиев считает, что геноцида не было, так как не было запланированного физического истребления. В свою очередь политолог Адам Джонс, однако, полагает, что Статиев выдвигает чересчур жесткие требования к понятию «геноцидального умысла». Он также обращает внимание на то, что, согласно международному праву (не только конвенции о геноциде, но и Римскому статуту), «истреблением» является в том числе и создание таких жизненных условий, которые полностью или частично разрушают ту или иную группу людей. Именно поэтому сталинские депортации в любом случае являются преступлением против человечности.
По словам исследовательницы депортации крымских татар Греты Улинг, в современном крымском обществе процветает «неосталинизм» и отсутствует чувство вины или стыда за трагедию крымскотатарского народа. Улинг отмечает, что после 2014 года привычные для крымских татар коммеморативные практики, связанные с 18 мая как днём депортации, оказались под запретом, что, по её мнению, является свидетельством того, что предпосылки для построения в Крыму инклюзивного общества отсутствуют.

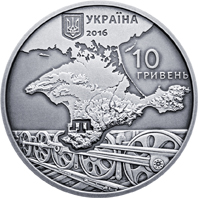
Аверс памятной монеты 10 гривен

## Память

Символ годовщины депортации крымских татар

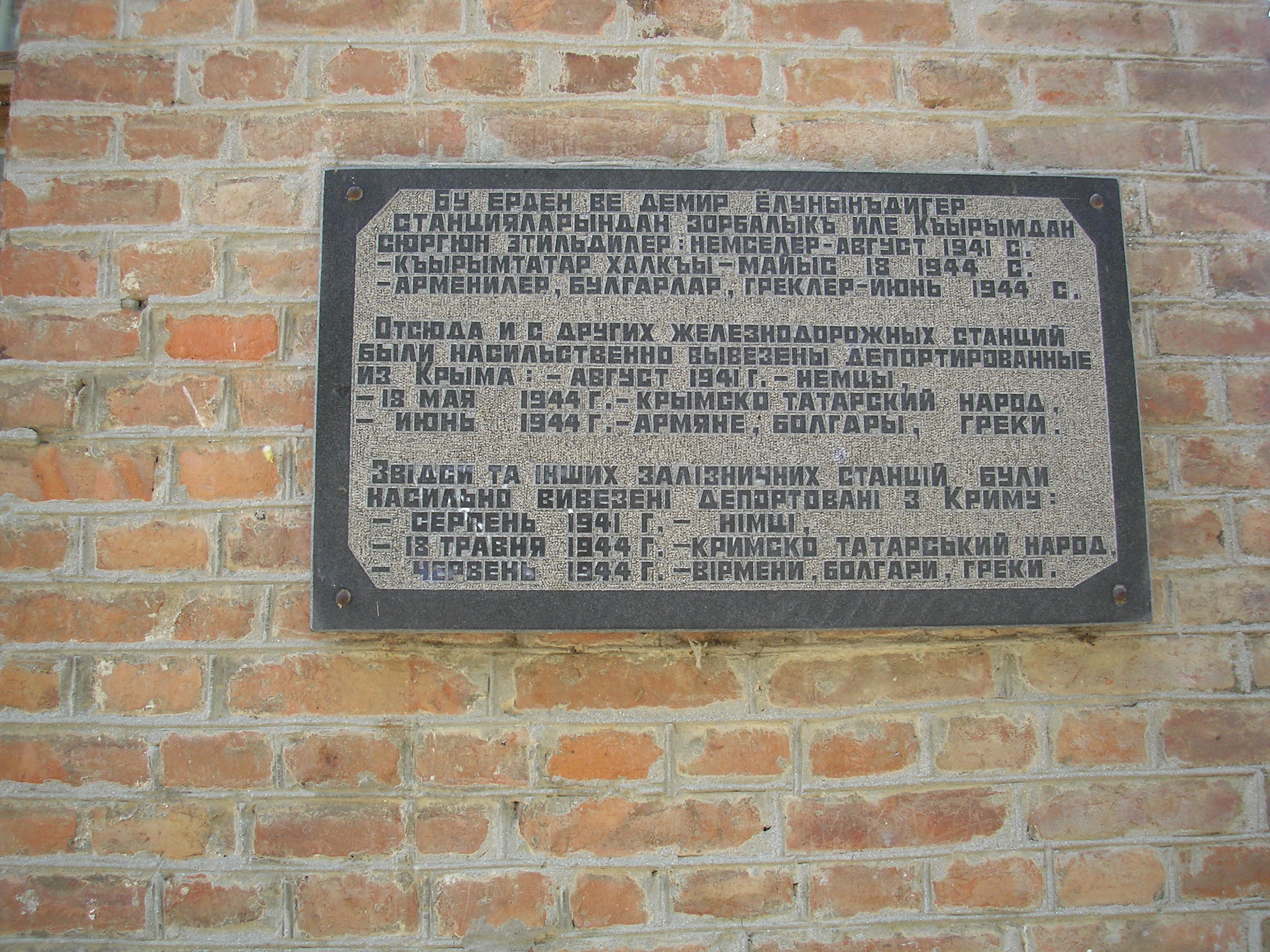
Мемориальная доска на здании станции Сирень

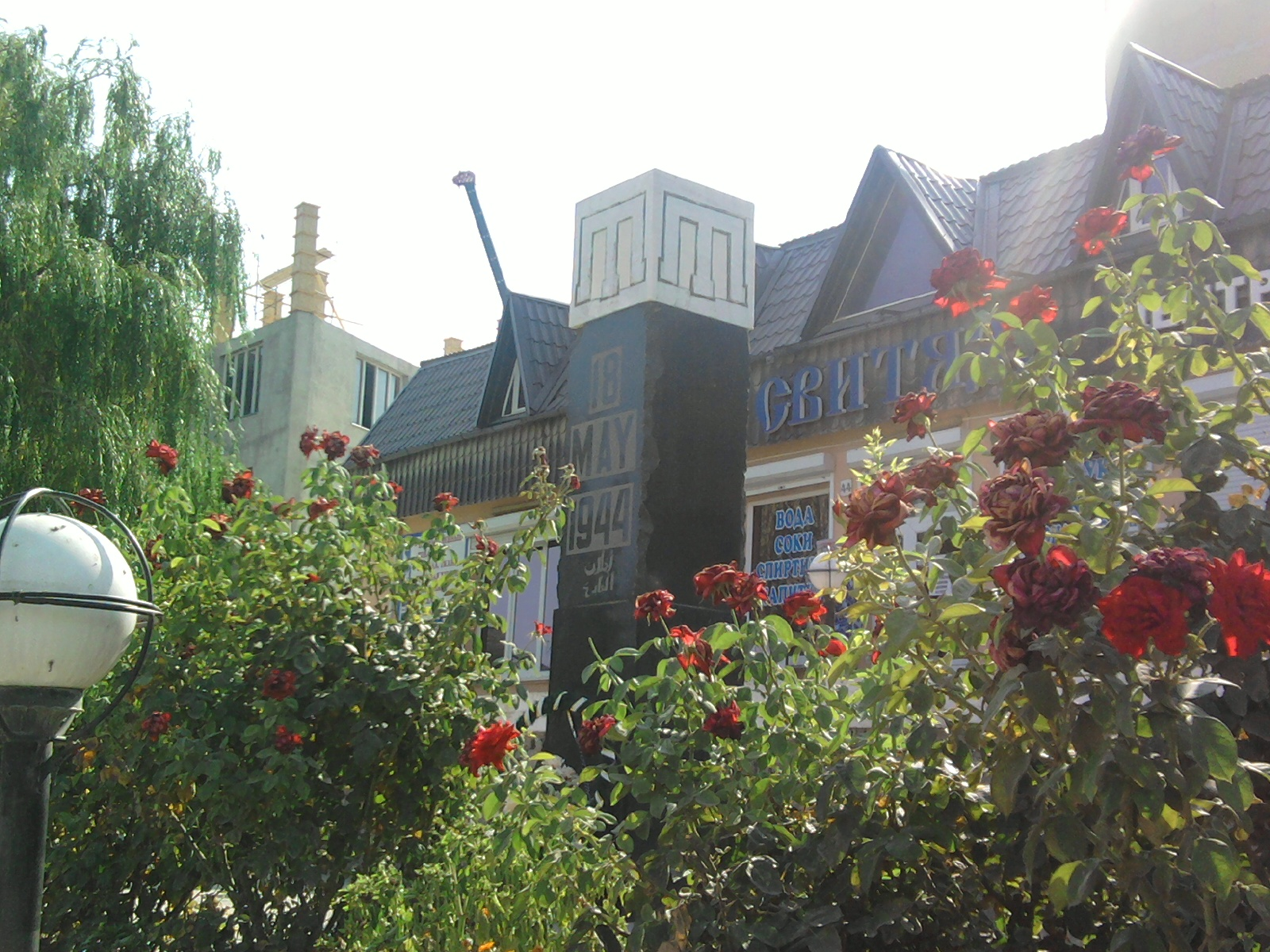
Памятник жертвам депортации крымских татар в городе Судаке

Памятник жертвам депортации в Судаке. Скульптор Ильми Аметов. Установлен в 1994 году.
Мемориальный комплекс «Путь возрождения народов Крыма» в память жертв депортации близ железнодорожной станции «Сирень» в Бахчисарайском районе Крыма. Открыт 18 мая 2016 года.
В мае 2016 года на Украине вышла памятная серебряная монета номиналом 10 гривен «Памяти жертв геноцида крымско-татарского народа», выпущенная Национальным банком Украины.

## В искусстве
В 2004 году крымскотатарский художник Рустем Эминов первым создал серию живописных полотен «Унутма — Помни» в которой отразил трагедию своего народа 18 мая 2005 года эта серия впервые была показана на его Персональной выставке в Крыму
В 2013 году события мая 1944 года легли в основу художественного фильма режиссёра Ахтема Сейтаблаева «Хайтарма» («Возвращение»). Главный герой картины — военный лётчик-истребитель, гвардии майор, дважды Герой Советского Союза Амет-Хан Султан.
14 мая 2016 года украинская певица Джамала победила в конкурсе Евровидение 2016 с песней 1944 про депортацию крымских татар.

## Комментарии
1. ↑  В состав новосозданной области были включены крымская и таманская части бывшего ханства; Кубань, согласно указу о создании Таврической области, «по удобности имеет вступить в составление Кавказской губернии»[24]

### Книги
Allworth, Edward. The Tatars of Crimea: Return to the Homeland: Studies and Documents (англ.). — Durham: Duke University Press, 1998. — ISBN 9780822319948.
Bazhan, Oleg. The Rehabilitation of Stalin's Victims in Ukraine, 1953–1964: A Socio-Legal Perspective // De-Stalinising Eastern Europe: The Rehabilitation of Stalin's Victims after 1953 (англ.) / McDermott, Kevin; Stibbe, Matthew. — Basingstoke: Palgrave Macmillan, 2015. — ISBN 9781137368928.
Buckley, Cynthia J.; Ruble, Blair A.; Hofmann, Erin Trouth. Migration, Homeland, and Belonging in Eurasia (англ.). — Washington, D.C.: Woodrow Wilson Center Press, 2008. — ISBN 9780801890758.
Bugay, Nikolay. The Deportation of Peoples in the Soviet Union (англ.). — New York City: Nova Publishers, 1996. — ISBN 9781560723714.
Dadabaev, Timur. Identity and Memory in Post-Soviet Central Asia: Uzbekistan's Soviet Past (англ.). — Milton Park: Routledge, 2015. — ISBN 9781317567356.
Drohobycky, Maria. Crimea: Dynamics, Challenges and Prospects (англ.). — Lanham: Rowman & Littlefield, 1995. — ISBN 9780847680672.
Fisher, Alan W. Crimean Tatars (неопр.). — Stanford, California: Hoover Press, 2014. — ISBN 9780817966638.
Garrard, John; Healicon, Alison. World War 2 and the Soviet People: Selected Papers from the Fourth World Congress for Soviet and East European Studies (англ.). — New York City: Springer, 1993. — ISBN 9781349227969.
Kamenetsky, Ihor. Nationalism and Human Rights: Processes of Modernization in the USSR (англ.). — Littleton, Colorado: Association for the Study of the Nationalities (USSR and East Europe) Incorporated, 1977. — ISBN 9780872871434.
Knight, Amy. Beria: Stalin's First Lieutenant (англ.). — Princeton, N.J.: Princeton University Press, 1995. — ISBN 9780691010939.
Kucherenko, Olga. Soviet Street Children and the Second World War: Welfare and Social Control under Stalin (англ.). — London: Bloomsbury Publishing, 2016. — ISBN 9781474213448.
Lee, Jongsoo James. The Partition of Korea After World War II: A Global History (англ.). — New York City: Springer, 2006. — ISBN 9781403983015.
Legters, Lyman H. The American Genocide // Native Americans and Public Policy (англ.) / Lyden, Fremont J.. — Pittsburgh: University of Pittsburgh Press, 1992. — ISBN 9780822976820.
Levene, Mark. The crisis of genocide: Annihilation: Volume II: The European Rimlands 1939-1953 (англ.). — New York City: Oxford University Press, 2013. — ISBN 9780191505553.
Magocsi, Paul R. A History of Ukraine: The Land and Its Peoples (англ.). — Toronto: University of Toronto Press, 2010. — ISBN 9781442610217.
Manley, Rebecca. To The Tashkent Station: Evacuation and Survival in the Soviet Union at War (англ.). — Ithaca: Cornell University Press, 2012. — ISBN 9780801457760.
Merridale, Catherine. Ivan's War: Life and Death in the Red Army, 1939-1945 (англ.). — New York City: Henry Holt and Company, 2007. — ISBN 9780571265909.
Moss, Walter G. An Age of Progress?: Clashing Twentieth-Century Global Forces (англ.). — London: Anthem Press, 2008. — ISBN 9780857286222.
Motadel, David. Islam and Nazi Germany's War (англ.). — Harvard University Press, 2014. — P. 235. — ISBN 9780674724600.
Olson, James Stuart; Pappas, Lee Brigance; Pappas, Nicholas Charles. An Ethnohistorical Dictionary of the Russian and Soviet Empires (англ.). — Westport, Conn.: Greenwood Publishing Group, 1994. — ISBN 9780313274978.
Parrish, Michael. The Lesser Terror: Soviet State Security, 1939-1953 (англ.). — Westport, Conn.: Greenwood Publishing Group, 1996. — ISBN 9780275951139.
Pohl, J. Otto. Ethnic Cleansing in the Ussr, 1937-1949 (англ.). — Westport: Greenwood Publishing Group, 1999. — ISBN 9780313309212.
Polian, Pavel. Against Their Will: The History and Geography of Forced Migrations in the USSR (англ.). — Budapest; New York City: Central European University Press, 2004. — ISBN 9789639241688.
Reid, Anna. Borderland: A Journey Through the History of Ukraine (англ.). — New York City: Hachette, UK, 2015. — ISBN 9781780229287.
Requejo, Ferran; Nagel, Klaus-Jürgen. Federalism Beyond Federations: Asymmetry and Processes of Resymmetrisation in Europe (англ.). — repeated. — Surrey: Routledge, 2016. — ISBN 9781317136125.
Rywkin, Michael. Moscow's Lost Empire (англ.). — Armonk, N.Y.: M.E. Sharpe, 1994. — ISBN 9781315287713.
Sandole, Dennis J.D.; Byrne, Sean; Sandole-Staroste, Ingrid; Senehi, Jessica. Handbook of Conflict Analysis and Resolution (англ.). — London: Routledge, 2008. — ISBN 9781134079636.
Skutsch, Carl. Encyclopedia of the World's Minorities (англ.). — New York: Routledge, 2013. — ISBN 9781135193881.
Smele, Jonathan D. Historical Dictionary of the Russian Civil Wars, 1916-1926 (англ.). — Lanham: Rowman & Littlefield, 2015. — ISBN 9781442252813.
Spring, Peter. Great Walls and Linear Barriers (англ.). — Barnsley: Pen and Sword Books, 2015. — ISBN 9781473853843.
Studies on the Soviet Union. Studies on the Soviet Union (англ.). — Munich: Institute for the Study of the USSR, 1970.
Stronski, Paul. Tashkent: Forging a Soviet City, 1930–1966 (англ.). — Pittsburgh: University of Pittsburgh Press, 2010. — ISBN 9780822973898.
Syed, Muzaffar Husain; Akhtar, Saud; Usmani, B.D. A Concise History of Islam (англ.). — New Delhi: Vij Books India, 2011. — ISBN 9789382573470.
Tanner, Arno. The Forgotten Minorities of Eastern Europe: The History and Today of Selected Ethnic Groups in Five Countries (англ.). — Helsinki: East-West Books, 2004. — ISBN 9789529168088.
Tatz, Colin; Higgins, Winton. The Magnitude of Genocide (англ.). — Santa Barbara, CA: ABC-CLIO, 2016. — ISBN 9781440831614.
Travis, Hannibal. Genocide in the Middle East: The Ottoman Empire, Iraq, and Sudan (англ.). — Durham, N.C.: Carolina Academic Press, 2010. — ISBN 9781594604362.
Tweddell, Colin E.; Kimball, Linda Amy. Introduction to the Peoples and Cultures of Asia (англ.). — Englewood Cliffs, N.J.: Prentice-Hall, 1985. — ISBN 9780134915722.
Uehling, Greta. Beyond Memory: The Crimean Tatars' Deportation and Return (англ.). — Palgrave, 2004. — ISBN 9781403981271.
Vardy, Steven Béla; Tooley, T. Hunt; Vardy, Agnes Huszar. Ethnic Cleansing in Twentieth-century Europe (англ.). — New York City: Social Science Monographs, 2003. — ISBN 9780880339957.
Viola, Lynne. The Unknown Gulag: The Lost World of Stalin's Special Settlements (англ.). — Oxford: Oxford University Press, 2007. — ISBN 9780195187694.
Weiner, Amir. Landscaping the Human Garden: Twentieth-century Population Management in a Comparative Framework (англ.). — Stanford, California: Stanford University Press, 2003. — ISBN 9780804746304.
Wezel, Katja. Geschichte als Politikum: Lettland und die Aufarbeitung nach der Diktatur (нем.). — Berlin: BWV Verlag, 2016. — ISBN 9783830534259.  Германия
Williams, Brian Glyn. The Crimean Tatars: The Diaspora Experience and the Forging of a Nation (англ.). — Boston: BRILL, 2001. — ISBN 9789004121225.
Williams, Brian Glyn. The Crimean Tatars: From Soviet Genocide to Putin's Conquest (англ.). — London, New York: Oxford University Press, 2015. — ISBN 9780190494728.
Османов, Ю. Б. Исторические справки : Сборник исторических статей. — Смф: NDKT, 2013.
Эдиев Д. М. Демографические потери депортированных народов СССР. — Ст.: СтГАУ "Аргус", 2003. — ISBN 595960020X.
Пикалов И. В. За что Сталин выселял народы?. — М.: Яуза-Пресс, 2008. — ISBN 978-5-9955-0017-9.
Абдулла Бугаев. Почему Сталин выселял народы? (постановка проблемы). — М.: Известия вузов. Северо-Кавказский регион, 2009. — ISBN 978-5-9955-0017-9.
Акаев, В. Х. Сталинско-бериевская депортация чеченцев: факты, идеологемы, интерпретации. Национальная политика Советского государства: репрессии против народов и проблемы их возрождения : материалы международной научной конференции. — 2003.
Калыбекова М. Ч. Некоторые аспекты причины выселения и депортации народов // «Вестник КарГУ». — Караганда: КарГУ, 2010.
- Полное собрание законов Российской империи. Собрание Первое. 1649—1825 гг. / Под ред. М. М. Сперанского. (в 45 томах) — СПб.: Тип. II Отделения Собственной Его Императорского Величества Канцелярии, 1830. — Т. XXII.